# Nómadas irlandeses
Los nómadas irlandeses (en inglés: irish travellers, en gaélico irlandés: an lucht siúil), llamados ofensivamente tinkers («chatarreros») o gypsies («gitanos» - no confundir con el pueblo romaní), son un grupo nómada de origen irlandés que a lo largo del tiempo han desarrollado una cultura y un lenguaje diferenciados, y que habita en las islas británicas, principalmente en Irlanda, pero también en Gran Bretaña y en los Estados Unidos.
Los propios tinkers se refieren a sí mismos como minkiers o pavees en su propia lengua o en irlandés gaélico como an Lucht Siúil, que significa literalmente «el pueblo caminante». El Comité de Investigación del Racismo y la Xenofobia del Parlamento Europeo determinó que eran el grupo étnico más discriminado en Irlanda y que su situación social era insegura debido a la carencia de una protección legal extendida.

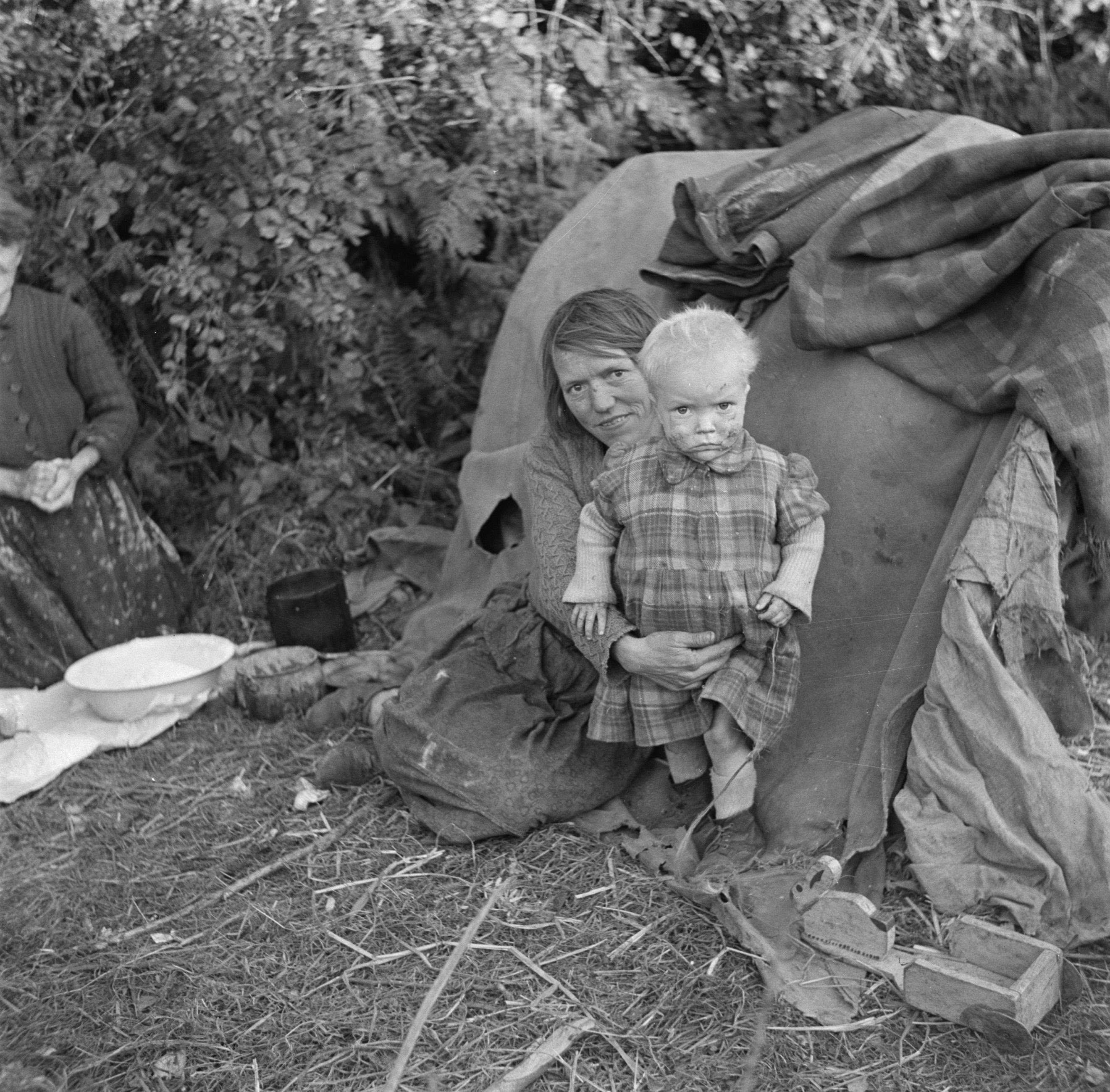
Nómadas irlandeses ("tinkers") en 1946.

## Orígenes
Los orígenes históricos de los tinkers como grupo han sido objeto frecuente de investigación y debate popular y académico. En el pasado existía la creencia extendida de que los tinkers descendían de los terratenientes o jornaleros irlandeses que habían quedado sin hogar tras la campaña militar en Irlanda de Oliver Cromwell y durante la Gran Hambruna de Irlanda en la década de 1840.
Sin embargo, sus orígenes resultan mucho más complejos y resultan difíciles de determinar debido a que a lo largo de la historia los tinkers no han creado registros escritos propios. Algunos investigadores afirman que la existencia de grupos familiares nómadas en Irlanda se remonta hasta el siglo V d. C. y que los términos Tynkler y Tynker surgieron en el siglo XII para referirse a un grupo nómada que mantenía una identidad separada, una organización social y un dialecto propio.
Además, aunque todas las familias tinkers reclaman poseer orígenes antiguos no todas las familias de los nómadas irlandeses surgen en el mismo período temporal. Algunas familias adoptaron el modo de vida de los tinkers hace siglos, mientras que otras lo hicieron más recientemente.

## Población
Según el censo realizado en el año 2006 por el gobierno de Irlanda, el número de nómadas irlandeses era de 22.369. En el Reino Unido no existen estadísticas oficiales sobre el número de tinkers hasta el año 2011, en el que el censo reconoció a los romaníes y a los nómadas irlandeses como grupos étnicos diferenciados con necesidades específicas. Las estimaciones recientes de romaníes y tinkers en el Reino Unido arrojan un número conjunto en torno a los 300.000 individuos, basado en cifras locales del gobierno a partir de estimaciones de la población de las caravanas y grupos nómadas.

## Lengua
Los nómadas irlandeses se distinguen de las comunidades de los países en los que viven por su propio lenguaje y costumbres. Su lengua es conocida como shelta, y está dividida en dos grandes dialectos principales, Gammon (o Gamin) y Cant. Existen registros sobre su existencia desde el siglo XVIII, pero teniendo en cuenta un estudio etimológico resulta más antigua.

## Costumbres y oficios
Los tinkers suelen dedicarse a la crianza de galgos y otros perros de caza, y durante mucho tiempo también han participado en el comercio de caballos. Las principales ferias a las que suelen acudir son la feria anual de Ballinasloe en Irlanda y la feria de Appleby en el Reino Unido. A menudo también se dedican al reciclado de metal a partir de la chatarra.

## Conflicto y rechazo cultural
La ley británica considera a los nómadas irlandeses un grupo étnico reconocido. Sin embargo, el gobierno de Irlanda no los considera como un grupo étnico, sino como “grupo social”. Un grupo étnico se define como un grupo en el que sus miembros se identifican entre sí, normalmente sobre la base de una genealogía o lazos familiares comunes. La identidad étnica también es reforzada por el reconocimiento de rasgos biológicos, tradicionales, religiosos, lingüísticos o culturales comunes.
Aunque muchos lo consideran ofensivo, los nómadas irlandeses a menudo son confundidos con los gitanos, y a menudo se les designa con ese término, y también se los llama diddycoy, tinkers («chatarreros») o knackers («matarifes de caballos»). Estos términos a menudo están relacionados con sus ocupaciones o con las costumbres con las que suelen ser asociados: se les llama tinkers porque a menudo se dedican a recoger chatarra y metales y knackers porque a menudo se dedican a comprar caballos muertos o viejos. Otros términos denigratorios como pikey, gypo o gippo (derivado de gypsy, 'gitano') también son frecuentes. Diddycoy es un término romaní para designar al hijo de un romaní y un no romaní; los gitanos llaman así a los nómadas irlandeses, porque no los consideran de su pueblo, aunque compartan un estilo de vida similar.[cita requerida]
Los nómadas irlandeses a menudo son considerados vagos, marginados y antisociales, y a menudo se los rechaza por asentarse ilegalmente en tierras u hogares que no les pertenecen. La Comisión de Nomadismo, creada en Irlanda en 1960 por Charles Haughey, descubrió que las peleas públicas provocadas por el exceso de alcohol incrementaba el miedo social hacia los nómadas. Según Haughey, las peleas eran el resultado del aburrimiento y el analfabetismo, comparable históricamente a los rasgos de los campesinos irlandeses antes de la Gran Hambruna. Las mujeres nómadas son igual de propensas a participar en las peleas y se dedican a otras actividades sociales como la mendicidad y la intimidación, y a menudo terminan siendo víctimas de sus propias comunidades así como del conjunto de la sociedad. Los niños a menudo crecen al margen de los sistemas educativos oficiales.
En Irlanda del Norte los prejuicios hacia los nómadas irlandeses se han vuelto sectarios. Los tinkers son considerados una "invasión del sur de Irlanda" y los políticos unionistas a menudo los acusan de "aprovecharse de la economía de Irlanda del Norte", por lo que a menudo han sido amenazados y atacados por militantes y grupos paramilitares unionistas. En muchos lugares se les niega el acceso a los albergues e instituciones públicas con letreros de «No Travellers», todavía presentes en la actualidad. En el Reino Unido, en 1999, un político del partido Tory sugirió que se debía "dejarles morir de hambre fuera de las ciudades". Las familias tinkers a menudo tienen dificultades para acceder a la sanidad, la educación y los servicios sociales.

## Igualdad y discriminación racial
En el Reino Unido a menudo surgen protestas contra los nómadas irlandeses por instalarse en terrenos privados o municipales. Leyes recientes han delimitado zonas en varios ayuntamientos para el uso de los nómadas, y las autoridades locales han invertido fondos para la construcción de nuevas zonas y el mantenimiento de las existentes. Sin embargo, muchos tinkers a menudo ignoran las zonas delimitadas y se instalan en lugares no autorizados, incluyendo terrenos públicos y privados. Los tinkers afirman que los lugares autorizados son muy escasos y que el uso de terrenos no autorizados es una alternativa inevitable.
Los defensores de los nómadas irlandeses, junto con la Comisión por la Igualdad Racial en el Reino Unido, afirman que los tinkers son un grupo étnico diferenciado con su propia historia y que no existen evidencias estadísticas de que su presencia incremente o reduzca las tasas criminales locales.
La lucha por la igualdad de derechos de los nómadas irlandeses llevó a la aprobación de la Caravan Sites Act de 1968 que durante algún tiempo protegió sus derechos, estilo de vida y cultura en el Reino Unido. Sin embargo, la Criminal Justice and Public Order Act de 1994 anuló parte del acta de 1968, retirando el deber de las autoridades locales de proporcionar lugares para los tinkers y proporcionando autoridad para clausurar los existentes en caso de conflicto.
En Irlanda del Norte la oposición a la presencia de los tinkers ha sido dirigida por el Partido Unionista Democrático.
En los Estados Unidos, el gobierno estatal de Georgia emitió una declaración de prensa el 14 de marzo de 2007 titulada: «Los nómadas irlandeses perpetúan una tradición de fraude».

## Sanidad
Durante mucho tiempo se ha reconocido que la sanidad de los nómadas irlandeses es significativamente inferior a la del conjunto de la población de Irlanda. Un informe del gobierno irlandés de 2007 reconocía que más de la mitad de los tinkers no viven más de 39 años. Otro informe de 1987 reveló:

Desde el nacimiento a la vejez [los tinkers] tienen elevadas tasas de mortalidad, principalmente de accidentes, problemas congénitos y metabólicos, pero también de otras causas de mortalidad. Las mujeres tinkers tienen una elevada tasa de mortalidad, especialmente comparada con la de las mujeres sedentarias.
En 2007, el Departamento de Salud e Infancia de la República de Irlanda, en colaboración con el Departamento de Salud, Servicios Sociales y Seguridad Pública de Irlanda del Norte, encargó a la Universidad de Dublín un estudio en toda la isla sobre la situación sanitaria de los tinkers, incluyendo un censo detallado de su población, que se terminó en 2011.
Los estudios genéticos realizados por Miriam Murphy, David Croke y otros investigadores han identificado que ciertas enfermedades genéticas como la galactosemia son más comunes entre los nómadas irlandeses, así como mutaciones menos frecuentes en el resto de la comunidad irlandesa. De estos estudios han surgido dos hipótesis principales: 
1. Estas enfermedades son el resultado de matrimonios endogámicos en la comunidad de los nómadas irlandeses.
2. Estas enfermedades se han extendido entre la descendencia de un portador llegado de fuera de la comunidad irlandesa.[32]

Estos investigadores han concluido que "el hecho de que el Q188R sea el único alelo mutante entre los nómadas irlandeses en comparación con el resto de la población puede ser el resultado del aislamiento de un pequeño grupo del resto de la población irlandesa". Todavía no se ha estimado la fecha de la mutación original, pero parece claro que deriva de otras mutaciones similares que se encuentran en el conjunto de la población irlandesa.

## Demografía
Se desconocen las cifras exactas de la población de nómadas irlandeses en Irlanda. El censo de 2007 arrojaba una cifra en torno a los 22.400 individuos, que constituían un 0.5 % del total de la población. Además, se estima que entre 1.700 y 2.000 nómadas irlandeses viven en Irlanda del Norte. Sin embargo, muchos investigadores consideran que este censo no representa el verdadero tamaño de la población de tinkers. Además de en Irlanda, los nómadas irlandeses viven en otros lugares del mundo. El número de tinkers del Reino Unido se desconoce, pero las estimaciones varían entre 15.000 y 30.000 individuos.
El censo del año 2007 determinaba que 20.975 tinkers vivían en zonas urbanas y 1.460 en áreas rurales. Aunque representaban un 0.5 % del conjunto de la población de Irlanda, en algunos lugares la concentración era mayor. En Tuam y Galway, por ejemplo, los nómadas irlandeses representaban el 7.71 % de la población. En esas poblaciones vivían 9.301 tinkers de entre 0-14 años, que constituían el 41.5 % de la población tinker, de los cuales unos 3.406 tenían entre 15-24 años.
La tasa de nacimientos de los nómadas irlandeses se ha reducido desde la década de 1990, pero sigue siendo una de las más elevadas de Europa. En el año 2005 la tasa de nacimientos de los nómadas irlandeses era de 33.32 por cada 1000. En comparación, la tasa de nacimientos del conjunto de Irlanda era de 15.0 por 1000 en el año 2007.
Existen diez veces más muertes en accidentes de tráfico en la comunidad tinker que en el conjunto de Irlanda. Con un 22%, constituye la causa de muerte más frecuente entre los varones. Aproximadamente un 10 % de los niños mueren antes de cumplir los dos años (frente al 1 % del conjunto de la población), mientras que un 32% de los tinkers muere antes de cumplir los 25 (frente al 2.6% del conjunto). Además, el 80% de los tinkers mueren antes de cumplir los 65 años.
En los Estados Unidos viven unos 7.000 nómadas irlandeses. Las principales comunidades de tinkers se encuentran en los estados de Georgia y Alabama.

## Nómadas irlandeses destacados
- Johnny Doran, uno de los gaiteros uillean más influyentes de la música irlandesa, activo durante la primera mitad del siglo XX.
- John O'Donnell, boxeador.
- Tyson Fury, boxeador.
- Bartley Gorman, el “rey” de los gitanos y campeón nunca derrotado de boxeo sin guantes  hasta su muerte en 2002.
- Francie Barrett, boxeador profesional desde agosto del 2000 y que actualmente participa en las competiciones de peso ligero wélter en Wembley, Londres.
- Paddy Keenan, gaitero, uno de los miembros fundadores de la Bothy Band en la década de 1970 y una de las principales figuras de la transición de la música tradicional irlandesa al mundo de la considerada “música celta”. Procede de una familia de nómadas irlandeses y continuamente se encuentra de gira por los Estados Unidos y Europa.[40]
- John Reilly, cantante folklórico irlandés. En el álbum musical “Live at Vicar Street” del grupo Planxty, de 2004, Christy Moore menciona que desde que escuchó cantar a Reilly por primera vez decidió dedicar su vida a la canción. La canción “As I Roved Out” está dedicada a su memoria.
- Margaret Barry, reconocida tinker de Cork muy conocida en los escenarios folklóricos de Londres en la década de 1950, con un estilo de canto muy distintivo que acompañaba con el banjo.
- Pecker Dunne, cantante tinker muy conocido de Wexford, Irlanda.[41]
- Michael Gomez, boxeador profesional de Mánchester, Inglaterra, que nació en una familia tinker procedente de Longford, Irlanda.
- Wayne Dundon, líder de una pandilla callejera y criminal convicto.[42]
- Shayne Ward, cantante y ganador del programa Factor X, cuyos padres eran tinkers que se asentaron en el Reino Unido.
- Ronnie Wood, guitarrista de The Rolling Stones.

## En la cultura popular
Los nómadas irlandeses han aparecido con frecuencia en la cultura popular.

### Documentales
- My Big Fat Gypsy Wedding —Un documental de Channel $ sobre las bodas tinkers.
- Southpaw: The Francis Barrett Story — Un documental sobre la vida de Francis Barret durante tres años que muestra como Francis supera la discriminación y con 19 años pasa del boxeo amateur a representar a Irlanda en los Juegos Olímpicos de Atlanta 1996.[43] Esta cinta ganó el Premio de la Audiencia en el Festival de Cine Irlandés de Nueva York de 1999.
- King of the Gypsies (1995) - Un documental sobre Bartley Gorman, campeón de boxeo de Irlanda y Gran Bretaña.
- Traveller, un documental de Alen MacWeeney.[44]

### Cine
- Snatch, cerdos y diamantes — Una película del año 2000, dirigida por Guy Ritchie, en la que el actor Brad Pitt interpreta a un «pikey» estereotípico y cómico, que también es un campeón de boxeo sin guantes.[45]
- Into the West — Una película que cuenta la historia de dos chicos tinkers que huyen de su hogar en Dublín.
- The Field — Una película de 1990 en la que el hijo del granjero Bull McCabe se fuga con una familia de tinkers.
- Man About Dog — Una película del año 2004 en la que aparece un grupo de personajes tinkers.
- Traveller — Una película del año 1997, protagonizada por Bill Paxton, Mark Wahlberg y Julianna Margulies, sobre un hombre que se une a un grupo de artistas nómadas en Carolina del Norte.
- Strength and Honour — Una película de 2007 en la que un hombre participa en un torneo de boxeo tinker para ganar dinero para poder operar a su hijo.
- Trojan Eddie – película de 1996 dirigida por Gillies MacKinnon, protagonizada por Stephen Rea, Richard Harris, Stuart Townsend, Aislín McGuckin, Brendan Gleeson  y Sean McGinley. En la banda sonora se encuentra la canción “Tinker’s Lullaby”, compuesta e interpretada por Pecker Dunne.
- Pavee Lackeen — Pavee Lackeen: The Traveller Girl es una película del año 2005 que cuenta la historia de una niña tinker (Winnie Maughan) y su familia. La mayoría de los personajes son interpretados por la propia familia Maughan, dirigida por su hija más joven, Winnie.

### Novelas
- See You Down the Road, de Kim Ablon Whitney — Una novela sobre nómadas en Estados Unidos.[46]
- Fork in the Road, una novela de Denis Hamill[47]
- The Killing of the Tinkers, una novela de Ken Bruen[47]
- Traveller Wedding — Una novela digital del director Graham Jones narrada por una irlandesa ficticia llamada Christine que está furiosa por la aparición corrupta de una boda tinker en un videojuego y está decidida a contar la historia de su pueblo con más autenticidad.
- La rueda del tiempo —Serie de novelas de fantasía de Robert Jordan que muestra a un grupo de nómadas basados en los tinkers, los Tuatha’an, que comparten su estilo de vida y su reputación.
- The Tent and Other Stories, de Liam O'Flaherty. J. Cape (Londres, Inglaterra), 1926.
- The Blue Horse, novela de Marita Conlon-McKenna.

### Televisión
- The Riches — Una serie televisiva protagonizada por Eddie Izzard y Minnie Driver como Wayne y Dahlia Malloy, el padre y la madre de una familia tinker de Estados Unidos que se dedican al espectáculo ambulante y al robo. La serie gira en torno a su decisión de robar la identidad de una familia y esconderse en su lujosa mansión en Baton Rouge, Luisiana.
- Star Trek: La nueva generación, Temporada 2, episodio 18, "Up the Long Ladder" (22 de mayo de 1989) —  En este episodio de la serie de ciencia ficción, la nave estelar Enterprise se encuentra con una sociedad, los Bringloidis (en irlandés “brionglóid” significa “sueño”), fundada por humanos que abandonaron la Tierra hace siglos para fundar una colonia. Parecen descender de nómadas irlandeses, ya que poseen su acento y una cultura muy similar.[48]
- Ley y Orden, temporada 2, episodio 21, "Graansha"  — Este episodio de la serie de la cadena NBC se basa en el asesinato de un oficial de policía, y cuyas pruebas señalan a una familia de nómadas irlandeses como los autores del crimen.
- The Riordans (1964-1979) — En esta serie irlandesa de televisión, muchos temas de la comunidad tinker fueron interpretados a través de la familia Maher.
- Glenroe (1983-2001) — Un spin-off de The Riordans en el que aparecen los Connor, una familia asentada de tinkers.
- Killinaskully — En esta comedia irlandesa aparece un personaje tinker llamada Pa Connors, interpretado por Pat Shortt.
- Midsomer Murders, temporada 2, episodio 4, "Blood Will Out" (1999) — Este episodio de la serie británica muestra a un magistrado de una población inglesa que intenta expulsar a los tinkers de su jurisdicción mediante un ataque de paramilitares.
- Without a Trace — En un episodio de esta serie de la cadena CBS aparece una mujer tinker que ha desaparecido.
- El Cuentacuentos de Jim Henson — En el episodio “Juan sin Miedo”, un joven parte en busca del miedo. Durante su viaje se hace amigo de un tinker.
- Love/Hate, serie de televisión irlandesa producida por RTE Television. En la cuarta y quinta temporada aparece Patrick Ward, un nómada irlandés con su familia, así como muchas de sus costumbres.
- Peaky Blinders, serie de televisión inglesa producida por BBC Two. En esta serie, ambientada en Birmingham, Inglaterra, parecen varios personajes «gitanos» irlandeses, así como muchas de sus costumbres.

### Teatro
- Mobile the Play — obra escrita por Michael Collins y dirigida por Mick Rafferty
- The Trailer of Bridget Dinnigan — escrita y dirigida por Dylan Tighe
- The Tinker's Curse, de Michael Harding[49]
- The Tinker's Wedding, de J. M. Synge
- By the Bog of Cats (1998), de Marina Carr.

### En inglés
- Traveller Heritage and Photo Site from Navan Travellers Workshops
- Irish Travellers' Movement
- Pavee Point Travellers Centre
- National Association of Travellers' Centres
- Historical Resources for Research into the Social, Economic and Cultural History of Irish Travellers Archivado el 27 de noviembre de 2010 en Wayback Machine.
- Traveller and Roma Collection at the University of Limerick
- The Travellers: Ireland's Ethnic Minority
- London Gypsy and Travellers Unit, Representing Traveller's issues in North and East London

- Datos: Q875651
- Multimedia: Irish Travellers / Q875651